# Sherri Howard
Sherri Frances Howard (ur. 1 czerwca 1962 w Sherman) – amerykańska lekkoatletka specjalizująca się w biegach sprinterskich, dwukrotna uczestniczka letnich igrzysk olimpijskich (Los Angeles 1984, Seul 1988), dwukrotna medalistka olimpijska w biegu sztafetowym 4 × 400 metrów: złota (1984) oraz srebrna (1988; start w eliminacjach).
Po zakończeniu kariery sportowej zajęła się pracą aktorską, wystąpiła m.in. w filmie Król Skorpion (jako królowa Isis), jak również w serialach Portret zabójcy, Beverly Hills, 90210, Z Archiwum X oraz Zabójcze umysły.
Siostra sprinterki Denean Howard-Hill, trzykrotnej olimpijki z lat 1984, 1988 oraz 1992.

## Sukcesy sportowe
- dwukrotna medalistka mistrzostw Stanów Zjednoczonych w biegu na 400 metrów – złota (1980) oraz brązowa (1979)

| Rok  | Miasto      | Zawody               | Konkurencja                               | Wynik         |
| ---- | ----------- | -------------------- | ----------------------------------------- | ------------- |
| 1979 | Montreal    | Puchar świata        | sztafeta 4 x 400 m                        | 3. miejsce    |
| 1984 | Los Angeles | Igrzyska olimpijskie | sztafeta 4 x 400 m                        | złoty medal   |
| 1988 | Seul        | Igrzyska olimpijskie | sztafeta 4 x 400 m {start w eliminacjach) | srebrny medal |

## Rekordy życiowe
- bieg na 100 metrów – 11,24 – Walnut 28/04/1984
- bieg na 200 metrów – 22,97 – Los Angeles 21/04/1984
- bieg na 400 metrów – 50,40 – Los Angeles 19/06/1984